# Название Италии
Название Италии имеет более чем 25-вековую историю. Первоначально оно относилось лишь к части Апеннинского полуострова, который в настоящее время называется Калабрия. Во времена Римской империи название распространилось на весь географический регион современной Италии (включая острова Сицилия, Сардиния и Корсика). В XIX веке многочисленные государственные образования на территории страны были объединены в единое государство, получившее название «Итальянское королевство», а в 1946 году, после проведения национального референдума, страна получила современное название — «Италия» (итал. Italia [iˈtaːlja], официальное название — Итальянская Республика, итал. Repubblica Italiana). Об этимологии названия страны существуют многочисленные гипотезы.

## История
Название «Италия» впервые встречается в трудах Антиоха Сиракузского (V век до н. э.), среди сочинений которого есть и «История Италии». Но в этом труде топоним «Италия» относится лишь к южной части страны, примерно соответствующей части современной Калабрии: провинциям Реджо-ди-Калабрия и части провинций Катандзаро и Вибо-Валентия. По свидетельству античных авторов, названия «Италия» и «Энотрия» в V веке до н. э. были синонимами, это название также относилось и к большей части Лукании. В I веке до н. э. монеты с названием «Italia» чеканили многие италийские народы (сабины, самниты, умбры и другие).
Греки, создавшие на юге Апеннинского полуострова Великую Грецию, способствовали распространению названия «Италия» применительно к более крупному региону. После того как Великая Греция к III–II векам до н. э. была поглощена Римской республикой, территориальная экспансия названия продолжилась на центральную и северную части Апеннинского полуострова. В 49 году до н. э. Гай Юлий Цезарь дал римское гражданство населению провинции Цизальпийская Галлия, а между 43 и 42 годами до н. э. консулом Октавианом Августом эта провинция была объединена с Италией, тем самым границы Италии продвинулись на север до южного подножия Альп.
Во время правления императора Диоклетиана к 292 году в состав Италии были включены острова западного Средиземного моря: Сицилия (с Мальтийским архипелагом), Сардиния и Корсика.
Великий итальянский поэт Данте в XIV веке писал, что границы того, что географически и исторически называют «Италия», чётко определены на севере Альпами (от реки Варе около Монте-Карло до реки Арса в Истрии), а на юге — Сицилией и прилежащими к ней островами.
После нескольких столетий раздробленности, в эпоху Рисорджименто завершилось формирование единого государства под названием «Италия». В 1861 году было провозглашено Королевство Италия (итал. Regno d'Italia), которое просуществовало до 1946 года. В ходе конституционного референдума 1946 года большинство населения проголосовало за переход к республиканской форме государственного устройства. Современное название страны — Италия (итал. Italia), или Итальянская Республика (итал. Repubblica Italiana), — закреплено в Конституции 1947 года.

## Этимология
Об этимологии названия «Италия» существует множество гипотез. Согласно одной из них, латинское лат. Italia может происходить от оскского víteliú, что означает «[земля] телят» (см. лат. vitulus, умбр. vitlo — «теленок»), в греческой передаче. Бык был символом южных италийских племен и часто изображался, наряду с римской волчицей, как символ свободной Италии во время союзнической войны I века до н. э. Эту гипотезу разделял греческий историк Дионисий Галикарнасский, наряду с легендой о том, что Италия была названа в честь легендарного царя энотров Итала, упоминаемой также Аристотелем и Фукидидом.
Существует также гипотеза, согласно которой топоним «Италия» может происходить от греческого слова «Аиталия» (греч. Aιθαλία) с корнем -аит, характерным для слов, относящихся к огню, что является указанием на вулканическую активность на полуострове. Этот корень присутствует, например, в названия вулкана Этна (др.-греч. Aitna). Итальянский писатель XIX века Габриэле Роза в своей книге «Истоки цивилизации в Европе» отмечал, что первые греки, прибывшие на полуостров, назвали бы его «Aιθαλια (Италия) вулканическим, или пылающим и закопчённым, по той же причине, что и Aιθαλια в отношении островов Эльба (Илва), Лемнос и Хиос, с множеством вулканов».

### на русском языке
- Поспелов Е. М. Географические названия мира. Топонимический словарь / отв. ред. Р. А. Агеева. — 2-е изд., стереотип. — М.: Русские словари, Астрель, АСТ, 2002. — 512 с. — 3000 экз. — ISBN 5-17-001389-2.
- Мифы народов мира. Энциклопедия в 2-х томах / Гл.  ред. С. А. Токарев. — М.: Советская энциклопедия, 2008.
- Словарь географических названий зарубежных стран / А. М. Комков. — М.: Недра, 1986. — 459 с.

### на итальянском языке
- Gabriele Rosa. Le origini della civiltà in Europa. — Milano: Editori del Politecnico, 1863.